# Champaubert-aux-Bois
Ne doit pas être confondu avec Champaubert-la-Bataille.
Champaubert-aux-Bois est une ancienne commune de la Marne, rattachée en 1971 à la nouvelle commune de Giffaumont-Champaubert.

## Toponymie
Anciennes mentions : Campus Auberti (1218), Champaubert (vers 1252), Champ-Aubert (vers 1300).

## Histoire

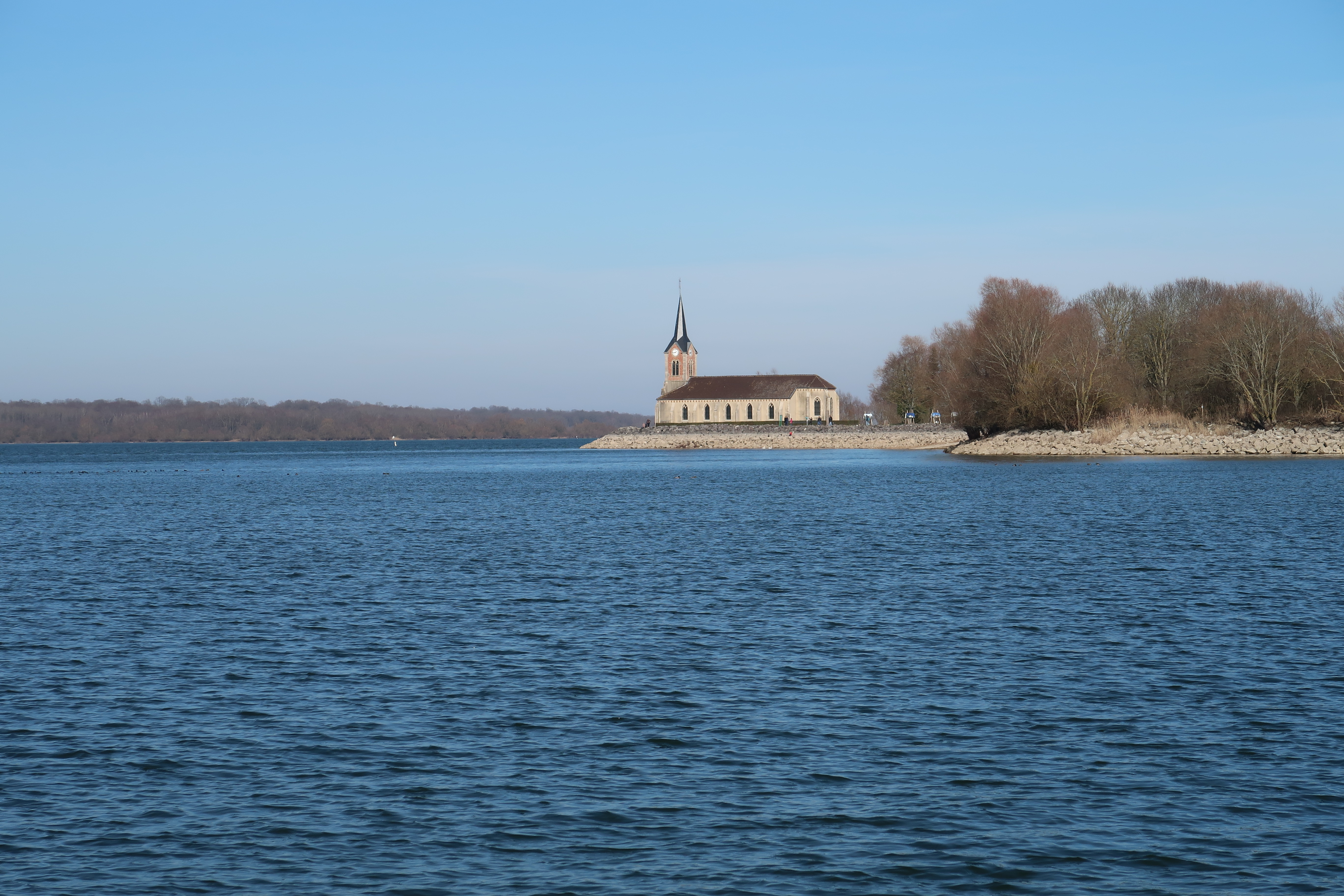
Église Saint-Laurent.

En 1789, ce village suit la coutume de Vitry.
Le 1er janvier 1971, la commune de Champaubert-aux-Bois est rattachée à celle de Giffaumont qui devient Giffaumont-Champaubert.
Pour réaliser le lac-réservoir de Der-Chantecoq (inauguré en 1974), l'ancien village de Champaubert-aux-Bois fut englouti. Seule subsiste l'église au sommet de la colline sur l'actuelle presqu'île de Champaubert, sur la partie est du lac.
Un musée, le musée du pays du Der, situé à Sainte-Marie-du-Lac-Nuisement, inauguré en 1999, a été créé pour conserver la mémoire des trois villages disparus sous les eaux du lac.

## Démographie
| 1793 | 1800 | 1806 | 1821 | 1831 | 1836 | 1841 | 1846 | 1851 |
| ---- | ---- | ---- | ---- | ---- | ---- | ---- | ---- | ---- |
| 274  | 352  | 358  | 343  | 313  | 307  | 322  | 317  | 317  |

| 1856 | 1861 | 1866 | 1872 | 1876 | 1881 | 1886 | 1891 | 1896 |
| ---- | ---- | ---- | ---- | ---- | ---- | ---- | ---- | ---- |
| 290  | 279  | 261  | 345  | 374  | 374  | 376  | 341  | 317  |

| 1901 | 1906 | 1911 | 1921 | 1926 | 1931 | 1936 | 1946 | 1954 |
| ---- | ---- | ---- | ---- | ---- | ---- | ---- | ---- | ---- |
| 299  | 281  | 275  | 231  | 223  | 232  | 198  | 187  | 201  |

| 1962 | 1968 | - | - | - | - | - | - | - |
| ---- | ---- | - | - | - | - | - | - | - |
| 181  | 125  | - | - | - | - | - | - | - |